# 133432 Sarahnoble
133432 Sarahnoble è un asteroide della fascia principale. Scoperto nel 2003, presenta un'orbita caratterizzata da un semiasse maggiore pari a 3,0417602 UA e da un'eccentricità di 0,1875137, inclinata di 7,12938° rispetto all'eclittica.